# Chromosom 14
Chromosom 14 – jeden z 23 parzystych chromosomów człowieka. DNA chromosomu 8 liczy około 109 milionów par nukleotydów, co stanowi około 3-3,5% materiału genetycznego ludzkiej komórki. Liczbę genów mających swoje locus na chromosomie 14 szacuje się na 700-1 200.

## Geny
Niektóre geny mające swoje locus na chromosomie 14:
- c-Fos
- COCH
- GALC
- GCH1
- NPC2
- PSEN1
- SERPINA1
- TSHR.

## Choroby
Następujące choroby związane są z mutacjami w obrębie chromosomu 14:
- niedobór alfa1-antytrypsyny
- choroba Alzheimera
- wrodzona niedoczynność tarczycy
- choroba Niemanna-Picka
- zespół Imerslund-Gräsbecka
- szpiczak mnogi
- choroba Krabbego
- niedobór tetrahydrobiopteryny.